# Prolaz divova
Prolaz divova (irski: Clochán an Aifir or Clochán na bhFómharach, engleski: Giant's Causeway) je područje od 40.000 spojenih bazaltnih stupova koji su nastali vulkanskom erupcijom u paleogenu (prije 50 – 60 milijuna godina). Nalazi se u županiji Antrim na sjeveroistočnoj obali Sjeverne Irske, oko 3 km sjeverno od grada Bushmillsa. 
Godine 1986., upisan je na UNESCO-ov popis mjesta svjetske baštine u Europi kao jedinstven primjer brzog hlađenja bazaltne lave prodirući kroz vapnenački plato, pri tome popucavši okomito u obliku spojenih stupova. Danas ovom najpopularnijom turističkom atrakcijom u Sjevernoj Irskoj upravlja Državno povjerenstvo.

## Odlike
Bazaltni stupovi tvore stepenastu liticu koja se uranja u Irsko more. većina stupova su heksagonalni, iako ima i stupova s manjim brojem stranica. Najviši su 12 m visoki, a okamenjena lava je na nekim mjestima debela 28 metara. Neki dijelovi su dobili popularna imena kao što su: "Divovska čizma", "Divovo oko", "Pastirske stube", "Saće", "Divovske orgulje", "Nakupine dimnjaka", "Divovska vrata" i "Devina grba".
U srednjem vijeku skovala se legenda kako je Prolaz divova izgradio irski ratnik Fionn mac Cumhaill (Finn McCool) kako bi se borio protiv svog škotskog rivala Benandonnera. Odatle potječe njegov naziv, "Prolaz divova".
Lokalitet je postao poznat u 18. stoljeću, a u 19. je postao velikom turističkom atrakcijom s privlačnom zonom za pješake koji mogu hodati preko vrhova stupova 800 m od ulaza do samog mora. Stijene Prolaza divova bile su pogubne za nekoliko brodova, od kojih je najznačajniji Girona koji se ovdje nasukao u listopadu 1588. za vrijeme snažnoga sjeverozapadnog vjetra, i pritom je stradalo oko 1200 ljudi. Samo je pet ljudi preživjelo i njihovi potomci i danas žive u okolini. Girona je bila galija Španjolske armade koja je spasila posade dvije preostale olupine zbog čega je bila jako preopterećena. Kad joj je puklo kormilo nastala je tragedija.
- Susana Drury, Pogled na Prolaz divova, 1768., bakropis.
- "Divovske orgulje"
- "Divovska čizma"
- Bazaltni stupovi "saće"
- "Nakupine dimnjaka"

## Vanjske poveznice
- Službena stranica Državnog povjerenstva za Prolaz divova  Arhivirana inačica izvorne stranice od 7. siječnja 2006. (Wayback Machine)

Ostali projekti
|  | Zajednički poslužitelj ima još gradiva o temi Prolaz divova |